# Новая (Наро-Фоминский район)
Новая — деревня в Наро-Фоминском районе Московской области, в составе сельского поселения Ташировское. Численность постоянного населения по Всероссийской переписи 2010 года — 9 человек, в деревне числятся 3 садовых товарищества. До 2006 года Новая входила в состав Ташировского сельского округа.
Деревня расположена в западной части района, на левом берегу реки Иневка (приток Нары), примерно в 4 км к северо-западу от города Наро-Фоминска, высота центра над уровнем моря 176 м. Ближайшие населённые пункты — Иневка в 1 км на северо-восток и Таширово в 1,5 км на юг.